# Mitzvah goreret mitzvah

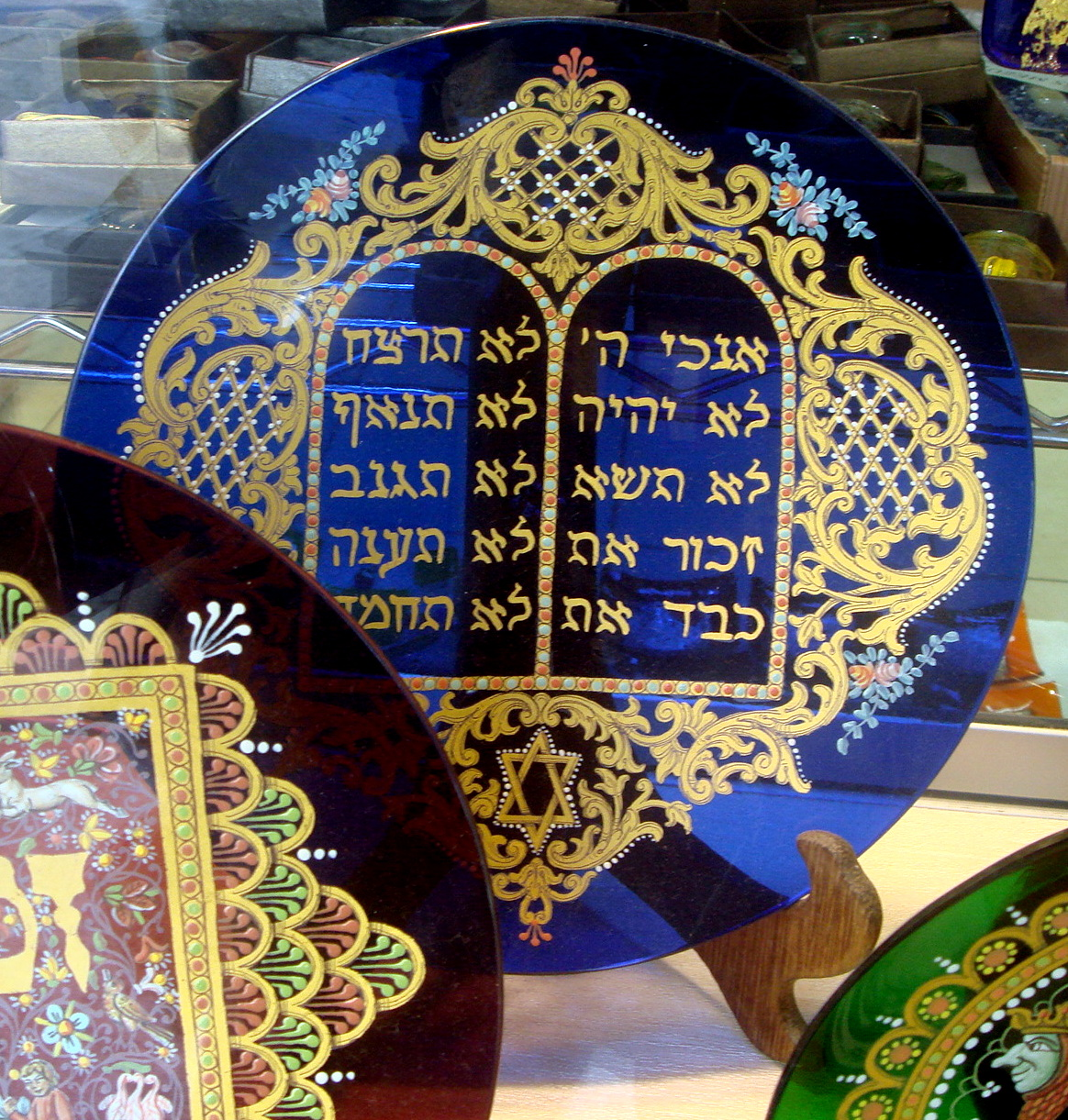
Piatto di vetro dipinto in oro, con i Dieci Comandamenti in ebraico (Ghetto di Venezia)

La frase ebraica mitzvah goreret mitzvah, averah goreret averah (in ebraico מצווה גוררת מצווה; עברה גוררת עברה‎?) – "una buona azione porterà ad un'altra buona azione, una trasgressione porterà ad un'altra trasgressione" (Detti dei Padri 4:2) esprime la credenza dell'Ebraismo che osservare un comandamento porta ad osservarne un altro. Il detto si trova nella Mishnah su Pirkei Avot 4:2.
Esistono diversi modi in cui tale effetto può verificarsi, uno dei quali potrebbe essere il risultato di un'ispirazione, dove il compimento di una mitzvah è testimoniata da altri, che a loro volta seguono l'esempio. Un altro modo è l'abitudine, dove la persona si abitua a compiere mitzvot regolarmente.
Il contrario di questo concetto religioso si chiama aveira goreret aveira, dove commettere un aveira (peccato) porta ad un altro peccato.
La frase è stata spesso usata nelle canzoni per bambini, per favorire l'esecuzione di opere buone.

## Esempi
- Una persona mette del denaro in una pushka (cofanetto delle offerte tzedaka). Ciò viene visto da altri, che a loro volta si ispirano a mettere offerte di denaro nella scatola.
- Una persona aiuta (Ghemilut Chassadim) chi ha bisogno e si sente contento di sé, pertanto continua a farlo.
- Ad esempio anche la "preparazione" per Shabbat.